# مارفن هاريسون
مارفن هاريسون (بالإنجليزية: Marvin Harrison)‏ (و. 1972  م) هو لاعب كرة قدم أمريكية، من الولايات المتحدة، ولد في فيلادلفيا، بنسيلفانيا، يلعب كمستقبل واسع ‏.

## التعليم
تعلم في جامعة سيراكيوز.

## جوائز
حصل على جوائز منها:
- قاعة مشاهير محترفي كرة القدم.

## روابط خارجية
- مارفن هاريسون على موقع إي إس بي إن.كوم (أن.أف.أل)3
- مارفن هاريسون على موقع مرجع كرة القدم المحترفة.كوم (الإنجليزية)
- مارفن هاريسون على موقع كلية كرة القدم في سبورتس رفرنس.كوم (الإنجليزية)